# 弓騎兵
弓騎兵（きゅうきへい、ゆみきへい）は弓を装備し、騎射を行う騎兵である。ユーラシア・ステップ地帯に住む遊牧民によって編成されることが多かった。

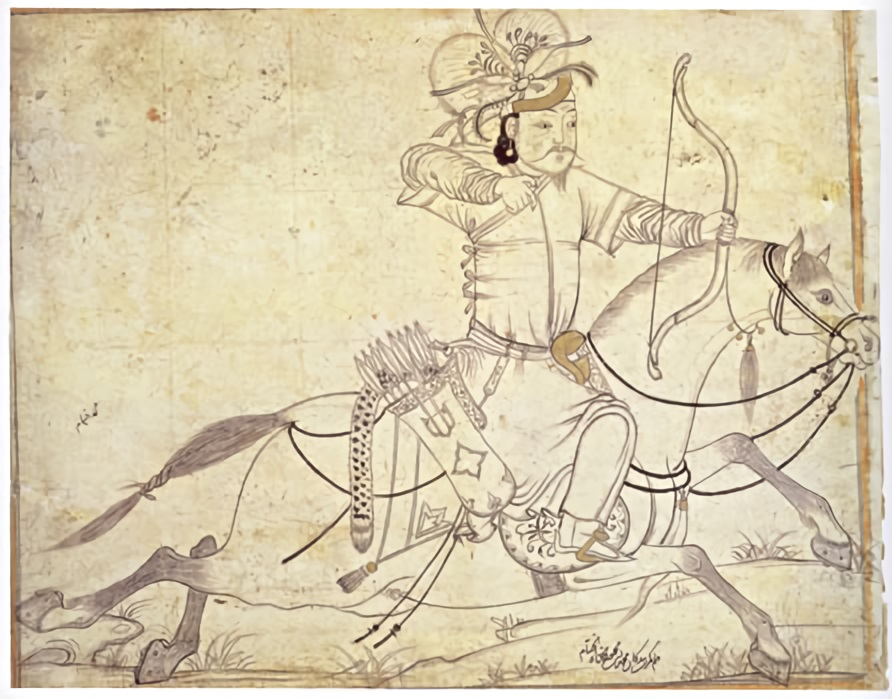
イルハン朝の弓騎兵
画は15世紀ティムール朝時代

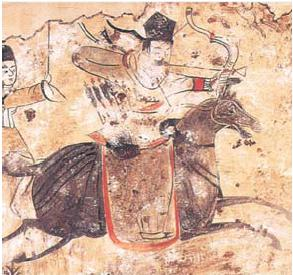
モンゴル地方の鮮卑の弓騎兵らは北魏を建国した。

## 特徴
移動中の馬上における弓射は両手を必要とするため、騎手は高度な馬術の技量を要求され、またそれに対応する馬の訓練もしなければならないため、必然的に弓騎兵は馬術に優れ鞍（くら）や鐙（あぶみ）などのより進んだ馬具を持つ遊牧民によって構成された。スキタイ人、サルマタイ人、フン族、マジャール人、トルコ人、モンゴル人の弓騎兵が有名で、これらの部族との戦いで大きい損害を受けていた漢民族、ローマ人なども弓騎兵の編制および雇い入れを行っていた。趙の武霊王の胡服騎射（騎馬民族風の服を着て、騎射を行う）は有名である。日本では蝦夷が軽装甲の弓騎兵で構成されており、鎌倉時代前後の武士も弓騎兵が主力であった。また、西洋人到来後の北米先住民（特にラコタ族、アパッチなど西部や中部平原の諸部族）にも優れた弓騎兵が存在した。
弓騎兵は非常に機動力に優れ、その機動力を生かした偽装退却と騎射を繰り返す戦術などを採っていた。一見決定力不足のようにもみえるが、合成弓の改良が重ねられ大きい殺傷力を持っていた。重騎兵や歩兵などを攻める際には執拗な騎射で陣形を崩し士気が低下した敵を追撃する戦法を採った。
一般に弓騎兵は弓が扱いやすく、また馬の速度を活かすために軽装備で日常でも用いた衣服のままが普通であり、防具を付ける場合でも防寒も兼ねたキルティングの鎧（綿襖甲）や簡単な胸甲（きょうこう）と兜（かぶと）を使用する程度だった。ただし、十字軍以降のイスラム世界（特に東方）、モンゴル帝国の一部の騎兵、鎌倉時代の日本などには重装備の弓騎兵が存在し、こうした弓騎兵は重装騎兵の援護や軽装備の弓騎兵が追い詰めた敵の殲滅（せんめつ）などには一役買った。
こうした遊牧民のほとんどは小銃の機能が向上し全盛する時代になっても弓騎兵として戦場で戦った。